# Tour du Chili
Ne doit pas être confondu avec Vuelta por un Chile Líder ou Tour de Chiloé.
Le Tour du Chili (en espagnol : Vuelta Ciclista de Chile) est une course cycliste par étapes disputée au Chili. Créé en 1976, il s'est ouvert aux professionnels en 1996. Il a intégré l'UCI America Tour en 2005, en catégorie 2.2. Il n'a pas été disputé de 2007 à 2010 puis de 2013 à 2016. La dernière édition a lieu en 2017.

## Palmarès
| Année     | Vainqueur                 | Deuxième                | Troisième               |
| --------- | ------------------------- | ----------------------- | ----------------------- |
| 1976      | Giovanni Fedrigo          | Guido Van Calster       | Franco Preda            |
| 1977      | Antonio Londoño           | Luis Carlos Manrique    | Hernán Donneys          |
| 1978      | Norberto Cáceres          | José Patrocinio Jiménez | Alberto Minetti         |
| 1979      | Alfonso Flórez            | José Patrocinio Jiménez | Antonio Londoño         |
| 1980      | Plinio Casas              | Fernando Vera           | Sergio Aliste           |
| 1981      | Marc Somers               | Alexi Grewal            | Roberto Muñoz           |
| 1982      | Julio Alberto Rubiano     | Alexi Grewal            | José Patrocinio Jiménez |
| 1983      | Roberto Muñoz             | Miguel Droguett         | Steve Tillford          |
| 1984      | Renan Ferraro             | Antonio Silvestre       | Carlos Correa           |
| 1985      | Federico Moreira          | Fernando Vera           | Jaime Bretti            |
| 1986      | José Dario Hernández      | Gabriel Saviao          | Wanderley Magalhaes     |
| 1987      | Peter Tormen              | Fabio Acevedo           | Carlos Neira            |
| 1988      | Fernando Vera             | Gustavo de los Santos   | Gilson Rangel           |
| 1989      | Julio Cesar Ortegón       | Edgard Ruiz             | Héctor Palacio          |
| 1990      | Sergueï Soukhoroutchenkov | Omar Trompa             | Henry Ortiz             |
| 1991      | Pavel Tonkov              | Marco Milesi            | Marcelo Agüero          |
| 1992      | Youri Sourkov             |                         |                         |
| 1993-1994 | Non-disputé               |                         |                         |
| 1995      | Luis Ricardo Meza         | Gustavo Figueredo       | Jamil Suaidem           |
| 1996      | Christophe Moreau         | Félix García Casas      | Pascal Hervé            |
| 1997      | Patrice Halgand           | Félix García Casas      | Pascal Hervé            |
| 1998      | José Ramón Uriarte        | Andrei Kivilev          | Marcel Wüst             |
| 1999      | Luis Sepúlveda            | Márcio May              | Luis Romero             |
| 2000      | Luis Sepúlveda            | Richard Rodríguez       | José Medina             |
| 2001      | David Plaza               | Andrei Sartassov        | Gonzalo Garrido         |
| 2002      | Gonzalo Salas (en)        | Marcelo Agüero          | Edgardo Simón           |
| 2003      | Marco Arriagada           | José Medina             | Jorge Giacinti          |
| 2004      | Marco Arriagada           | José Medina             | Marcelo Arriagada       |
| 2005      | Edgardo Simón             | Gonzalo Salas (en)      | Marco Arriagada         |
| 2006      | Andrei Sartassov          | Jorge Giacinti          | Luis Sepúlveda          |
| 2007-2010 | Non-disputé               |                         |                         |
| 2011      | Gonzalo Garrido,          | Sergio Godoy            | Vicente Muga            |
| 2012      | Patricio Almonacid        | Félix Cárdenas          | Gonzalo Garrido         |
| 2013-2016 | Non-disputé               |                         |                         |
| 2017      | Nicolás Paredes           | Cristhian Montoya       | Efrén Santos            |